# Here I Am (Bryan Adams)
Here I Am is een nummer van de Canadese zanger Bryan Adams uit 2002. Het nummer staat op de soundtrack van de film Spirit: Stallion of the Cimarron.
Het nummer haalde in Adams' thuisland Canada geen hitlijsten. Wel werd het in Europa een bescheiden hit. In de Nederlandse Top 40 haalde het de 29e positie, en in de Vlaamse Ultratop 50 de 14e. Het lied won een ASCAP Award en werd genomineerd voor een Golden Globe Award voor Best Original Song. Adams registreerde ook een Franse versie genaamd "Me voilà".
De videoclip werd geregisseerd door Mike Lipscombe en geproduceerd door Michael J. Pierce en speelt zich af in het Zuidwesten van de Verenigde Staten, met Adams en verschillende vrouwen die in de wildernis leven en proberen te overleven van dorst. Ze worden allemaal afgeschilderd als reuzen die rondzwerven op het landschap. Als verwijzing naar de film Spirit: Stallion of the Cimarron wordt een kudde paarden getoond die door een woestijn rent.

## Hitnoteringen

### Nederlandse Top 40
| Hitnotering: 10-08-2002 t/m 07-09-2002 | Hitnotering: 10-08-2002 t/m 07-09-2002 | Hitnotering: 10-08-2002 t/m 07-09-2002 | Hitnotering: 10-08-2002 t/m 07-09-2002 | Hitnotering: 10-08-2002 t/m 07-09-2002 | Hitnotering: 10-08-2002 t/m 07-09-2002 | Hitnotering: 10-08-2002 t/m 07-09-2002 |
| Week:                                  | 1                                      | 2                                      | 3                                      | 4                                      | 5                                      |                                        |
| -------------------------------------- | -------------------------------------- | -------------------------------------- | -------------------------------------- | -------------------------------------- | -------------------------------------- | -------------------------------------- |
| Positie:                               | 33                                     | 32                                     | 29                                     | 32                                     | 38                                     | uit                                    |

### Vlaamse Ultratop 50
| Hitnotering: 29-06-2002 t/m 12-10-2002 | Hitnotering: 29-06-2002 t/m 12-10-2002 | Hitnotering: 29-06-2002 t/m 12-10-2002 | Hitnotering: 29-06-2002 t/m 12-10-2002 | Hitnotering: 29-06-2002 t/m 12-10-2002 | Hitnotering: 29-06-2002 t/m 12-10-2002 | Hitnotering: 29-06-2002 t/m 12-10-2002 | Hitnotering: 29-06-2002 t/m 12-10-2002 | Hitnotering: 29-06-2002 t/m 12-10-2002 | Hitnotering: 29-06-2002 t/m 12-10-2002 | Hitnotering: 29-06-2002 t/m 12-10-2002 | Hitnotering: 29-06-2002 t/m 12-10-2002 | Hitnotering: 29-06-2002 t/m 12-10-2002 | Hitnotering: 29-06-2002 t/m 12-10-2002 | Hitnotering: 29-06-2002 t/m 12-10-2002 | Hitnotering: 29-06-2002 t/m 12-10-2002 | Hitnotering: 29-06-2002 t/m 12-10-2002 | Hitnotering: 29-06-2002 t/m 12-10-2002 |
| Week:                                  | 1                                      | 2                                      | 3                                      | 4                                      | 5                                      | 6                                      | 7                                      | 8                                      | 9                                      | 10                                     | 11                                     | 12                                     | 13                                     | 14                                     | 15                                     | 16                                     |                                        |
| -------------------------------------- | -------------------------------------- | -------------------------------------- | -------------------------------------- | -------------------------------------- | -------------------------------------- | -------------------------------------- | -------------------------------------- | -------------------------------------- | -------------------------------------- | -------------------------------------- | -------------------------------------- | -------------------------------------- | -------------------------------------- | -------------------------------------- | -------------------------------------- | -------------------------------------- | -------------------------------------- |
| Positie:                               | 32                                     | 22                                     | 18                                     | 16                                     | 14                                     | 14                                     | 15                                     | 15                                     | 15                                     | 18                                     | 16                                     | 21                                     | 30                                     | 33                                     | 38                                     | 50                                     | uit                                    |